# Shin’ya Uehara
Shin’ya Uehara (japanisch 上原 慎也 Uehara Shin’ya; * 29. September 1986 in der Präfektur Okinawa) ist ein japanischer Fußballspieler.

## Karriere
Uehara erlernte das Fußballspielen in der Universitätsmannschaft der Okinawa-Universität. Seinen ersten Vertrag unterschrieb er 2009 bei Consadole Sapporo (heute: Hokkaido Consadole Sapporo). Der Verein spielte in der zweithöchsten Liga des Landes, der J2 League. Am Ende der Saison 2011 stieg der Verein in die J1 League auf. Am Ende der Saison 2012 stieg der Verein in die zweite Liga ab. 2016 wurde er mit dem Verein Meister der zweiten Liga und stieg wieder in die erste Liga auf. Für den Verein absolvierte er 176 Ligaspiele. 2018 wechselte er zum Zweitligisten Ehime FC. Für den Verein absolvierte er 12 Ligaspiele. 2019 wechselte er zum Ligakonkurrenten FC Ryūkyū. Am Ende der Saison 2022 belegte Ryūkyū den vorletzten Tabellenplatz und musste in die dritte Liga absteigen.

## Erfolge
Hokkaido Consadole Sapporo
- Japanischer Zweitligameister: 2016  ▲